# Boursorama
Boursorama — французький прямий банк, який базується в Булонь-Бійанкурі, який спеціалізується на управлінні рахунками через смартфон.
Société Générale володіє всім капіталом Boursorama.
З моменту свого створення веб-сайт Boursorama.com був французьким лідером з онлайн-інформації про фондовий ринок, орієнтованої як на приватних інвесторів, так і на професіоналів. Boursorama.com спочатку спеціалізувався на цьому бізнесі, а потім диверсифікувався на політичну та загальну інформацію з фінансовою спрямованістю.